# Ambato

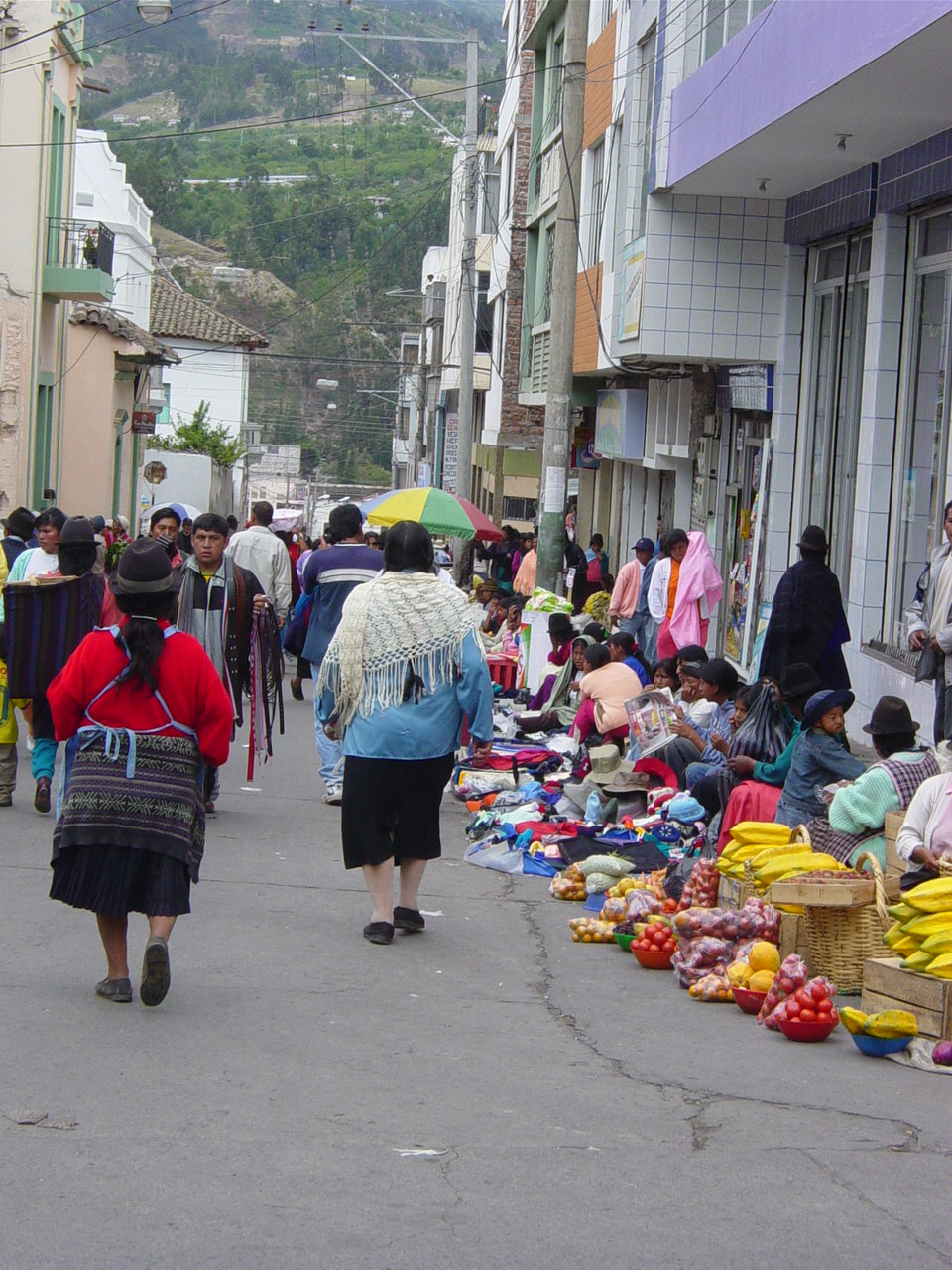
Targ w Ambato

Ambato (znane również jako San Juan de Ambato) − miasto w środkowym Ekwadorze, położone na wysokości ok. 2570 m n.p.m. między Kordylierą Wschodnią i Zachodnią, około 140 km na południe od Quito, 30 km na północny wschód od wulkanu Chimborazo. Przez miasto przebiega Droga Panamerykańska. Ludność: 154,4 tys. (2001), zespół miejski: 297 tys. (2001). Ośrodek administracyjny prowincji Tungurahua.
Ambato jest ważnym ośrodkiem kulturalnym kraju. W XVII wieku powstała tu pierwsza w kraju drukarnia, a w 1835 wydano pierwszy krajowy dziennik. 12 listopada 1821 pod Ambato  Antonio José de Sucre stoczył zwycięską bitwę z wojskami hiszpańskimi.
5 sierpnia 1949 miasto zostało całkowicie zniszczone przez trzęsienie ziemi, w trakcie którego zginęło ponad 3 tys. osób. Miasto zostało odbudowane, ale straciło wówczas wiele zabytków z epoki kolonialnej.
W mieście rozwinął się przemysł włókienniczy i spożywczy. Jest ono ważnym ośrodkiem handlu produktami rolnymi, zwłaszcza znane jest ze sprzedaży owoców i kwiatów. Co roku odbywa się tutaj znane święto owoców i kwiatów (hiszp. fiesta de la fruta y de las flores).
Z miastem związane są następujące postaci:
- Juan Montalvo (1833-1889) – filozof, znajduje się tutaj jego mauzoleum,
- Juan León Mera – pisarz, jego willa jest atrakcją turystyczną miasta,
- Juan Benigno Vela (1843-1920) – polityk.

## Miasta partnerskie
- Antofagasta